# غريل (جواهر)

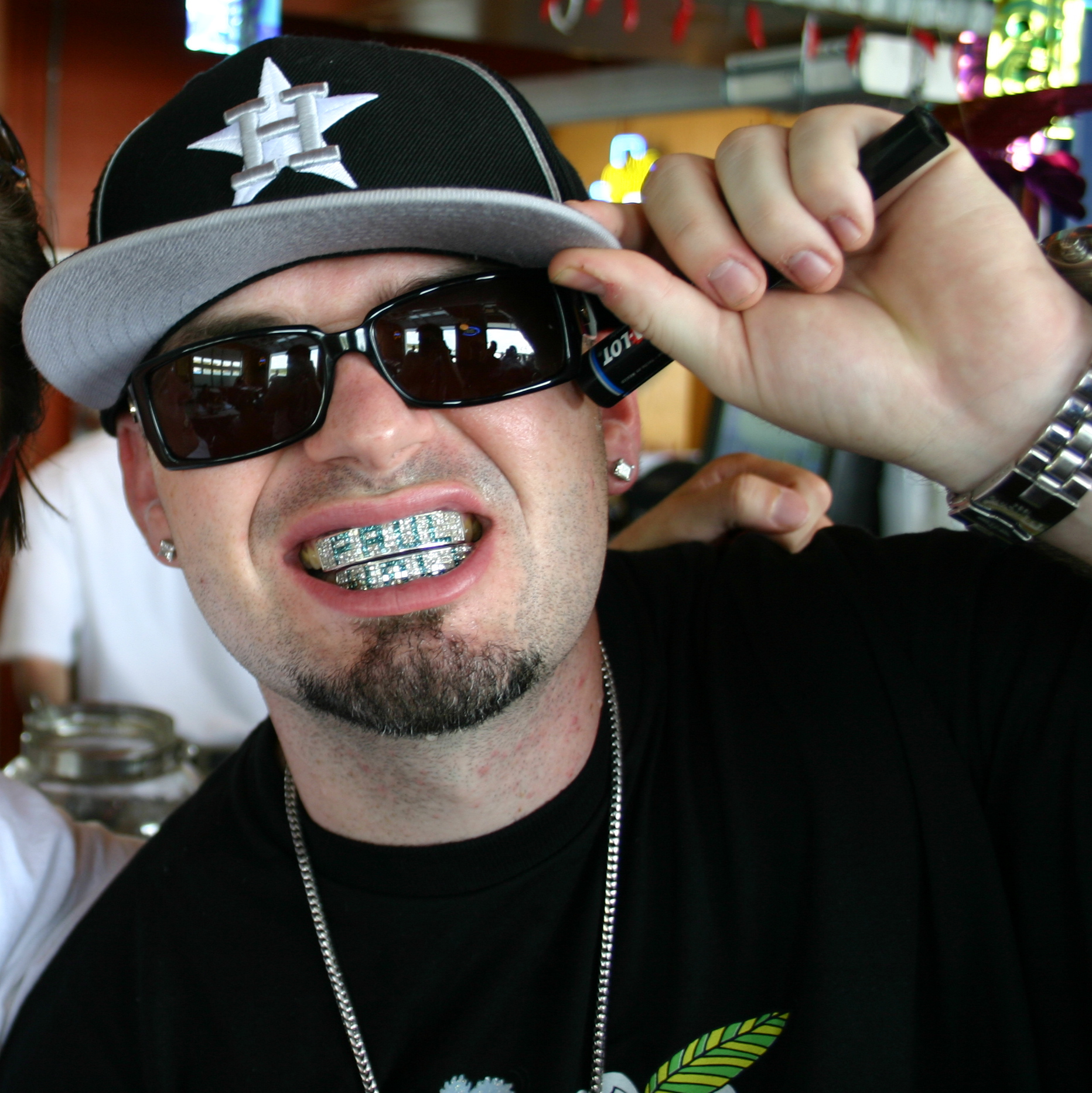
باول وول يرتدي غريل من علامته التجارية. تكلّف بعض غريلز وول حوالي 30 ألف دولار أمريكي.

غريلز (بالإنجليزية: Grill)‏، والمعروفة أيضًا باسم الواجهات الذهبية، هي نوع من مجوهرات الأسنان التي يتم ارتداؤها فوق الأسنان. تصنع الغريل من المعدن ويمكن إزالتها بشكل عام. بدأ فنانو الهيب هوب بالتزيّن بها في مدينة نيويورك في أوائل الثمانينيات، ثم ازدهرت خلال التسعينيات في أوكلاند. لقد أصبحت أكثر شعبية على نطاق واسع خلال منتصف العقد الأول من القرن الحادي والعشرين بسبب ظهور موسيقى الهيب هوب الجنوبية وحصول الهيب هوب على ثقافة البوب الأكثر انتشارًا.

## التاريخ
إن إدخال الأحجار الكريمة في الأسنان يسبق ثقافة الهيب هوب، وقد بدأ في ما يعرف الآن بالمكسيك عندما قام المايا الأثرياء بحفر قطع من اليشم في أسنانهم. بدأ فنانو الهيب هوب مثل رحيم ذا دريم وكيلو علي باستخدامها في أوائل الثمانينيات؛ غالبًا ما يُنسب الفضل إلى نيويوركر إيدي بلين، مالك إيديز جولد تيث، في جلب الاتجاه إلى نيويورك. صنع بلين قبعات ذهبية لفلافور فلاف، ثم صمم مغني الراب في نيويورك، بما في ذلك بيغ دادي كاين وكول جي راب. انتقل لاحقًا إلى أتلانتا حيث صمم غريل أكثر تفصيلاً لمغني الراب مثل آوت كاست، غودي موب، لوداكريس وليل جون. ظلت غريلز شائعة في جنوب الولايات المتحدة، خاصة في هيوستن وممفيس، حتى مع صعودها وانخفاض شعبيتها في أماكن أخرى، كما أدى صعود مغني الراب ديرتي ساوث في العقد الأول من القرن الحادي والعشرين إلى ظهور اتجاه وطني للغريلز. خلال هذا الوقت، ظهرت الغريلز كثيرًا في موسيقى الهيب هوب، وعلى الأخص في أغنية «غريلز» رقم واحد لعام 2005، والتي كتبها نيللي، وباول وول، وبيغ غيب وعلي، وفي أغاني باول وول الأخرى. يشتهر وول بأعمال الغريلز بالإضافة إلى موسيقى الراب؛ من بين عملائه كانييه ويست وكامرون.

## الخصائص والتركيبة السكانية لمن يرتديها
تصنع الغريل من عدة أنواع من المعادن (غالبًا ما تكون فضية أو ذهبية أو بلاتينية) تكون أحيانًا مطعمة بالأحجار الكريمة؛ يمكن إزالتها بشكل عام، على الرغم من أن بعضها قد يكون ملتصقًا بالأسنان بشكل دائم. يمكن صنعها من الذهب عيار 10 قيراط وحتى 24 قيراطاً. يمكن تلوين الذهب باللون الأصفر والأبيض والوردي. يمكن أن تكلف هذه القطع في أي مكان من مائة دولار إلى آلاف الدولارات، اعتمادًا على المواد المستخدمة وعدد الأسنان المغطاة. اعتبارًا من عام 2006، كان يرتديها في الغالب مستمعو موسيقى الهيب هوب من الذكور الأمريكيين الأفارقة الذين تتراوح أعمارهم بين 18 و 35 عامًا، حظيت الغريل بالاهتمام السائد، بما في ذلك على تلفزيون، عندما كان السباح الأولمبي خلال دورة الألعاب الأولمبية الصيفية 2012 وقف ريان لوكتي وأظهر أسنانة المزينة بالأحجار بتصميم العلم الأمريكي؛ كان قد ارتدى من قبل ألماس بعد منافسات سابقة.